# سیارک ۱۰۰۰۴۹
سیارک ۱۰۰۰۴۹ (به انگلیسی: 100049 Cesarann، نامگذاری:1991TD15) صد هزار و چهل و نهمین سیارک کشف شده‌است که در ۶ اکتبر ۱۹۹۱ کشف شد.